# Islas Thổ Châu
Islas Tho Chau (en vietnamita: Quần đảo Thổ Châu) es un archipiélago de 8 pequeñas islas en el extremo sudoeste de Vietnam, en el golfo de Tailandia.
En la década de 1970, durante la guerra entre Camboya y Vietnam, los jemeres rojos atacaron y ocuparon la isla principal (Thổ Chu) durante un corto tiempo antes de que Vietnam, la recuperara con una fuerza mayor. Quedándose en la isla sin ningún medio para escapar, la mayoría de los soldados del Jemer Rojo fueron asesinados. Las bajas de ambos lados son desconocidas. En la década de 1980, los huesos humanos podrían verse esparcidos alrededor de la isla. Este es probablemente el más sangriento de los acontecimientos en la historia de estas pequeñas islas.